# Ras Haitrm
Ras Haitrm,  nome artístico de Rui Paulo Matavele, é um cantor moçambicano de reggae, nascido em Maputo.
A música de Ras Haitrm segue o estilo new roots reggae, estilo que passeia entre o ragga e black music, e as suas letras difundem mensagens de união, respeito, paz e não violência.
Em 2007, fundou a banda Word Sound and Power, tendo sido convidados pelo Instituto Cultural Moçambique-Alemanha (ICMA) para inaugurar a programação musical do ICMA.

## Discografia
- Life is Dangerous (2002)[4]
- Zion Bridge (2012)
- B. Strong(2006)[4]
- Tough Road (2010)[4]
- Serious Times (2014)[4]
- Go And Tell the World (2018)